# Holländische Straße
Die Holländische Straße ist eine Straße in Kassel. Sie führt durch den Stadtteil Nord-Holland und ist die wichtigste Ausfallstraße nach Norden. Sie beginnt im Süden am Holländischen Platz. In der Nachbarstadt Vellmar verläuft sie unter gleichem Namen weiter. Sie ist Teil der Bundesstraßen 7 und 83. Direkt an der Straße wohnen ca. 2500 Einwohner, somit ist die Holländische Straße die dichtest besiedelte Straße der nördlichen Stadtteile.

## Geschichte
Vorgänger war die Holländische Poststraße, eine Verlängerung der Via Regia und eine bedeutende Handelsstraße des Mittelalters und der frühen Neuzeit. Um 1700 wurde dieser Verkehr in die bisherige Mittelgasse oder Müllergasse verlagert. Diese wurde ausgebaut und in „Holländische Straße“ umbenannt.
Die zahlreichen Gärten entlang der Straße wichen in der Industrialisierung großen Industriebetrieben, wie der Gasbereitungsanstalt oder der Waggonfabrik Wegmann & Co. Aufgrund der Nähe zu den Fabriken entstanden auch Wohnhäuser für Arbeiter und Angestellte entlang der Straße. Unter den Betrieben befand sich auch die Färberei Theodor Ebeling.
Seit der wachsenden Motorisierung des Verkehrs in den 1950er Jahren stellt die Holländische Straße eine wichtige Ausfallstraße nach Norden dar, die im Berufsverkehr stark frequentiert wird. Daran scheitern auch Versuche, die Mehrspurigkeit aufzuheben.

## Verlauf
Die Straße beginnt am Holländischen Platz und verläuft Richtung Nordwesten. Am Holländischen Platz befindet sich der Campus Holländischer Platz der Universität Kassel. An der Einmündung der Mombachstraße befindet sich aus der Ostseite das Philipp-Scheidemann-Haus, der davorliegende Platz trägt den Namen Henner-Piffendeckel-Platz, benannt nach dem Pseudonym Philipp Scheidemanns, unter dem er in Mundart veröffentlichte. Westlich davon liegt zwischen Holländischer Straße, Mombachstraße und Hauptfriedhof der Halitplatz, benannt nach Halit Yozgat, der 2006 vom NSU ermordet wurde. Auf Höhe des Struthbachwegs liegt das Nordstadtstadion. Bei der Einmündung der Schenkebier Stanne liegt das Lokomotivwerk von Alstom.

## Öffentliche Verkehrsmittel auf der Holländischen Straße
Folgende Haltestellen für Straßenbahn, Bus und RegioTram befinden sich in der Holländischen Straße:
- Holländischer Platz (Universität) (Tram: 1, 5 | Bus: 30, 52, 100, 110, 200, N40, N49, N52 | Regiotram: RT1, RT4)
- Halitplatz/Philipp-Scheidemann-Haus (Tram: 1, 5 |   Bus: 100, N49 | Regiotram: RT1, RT4)
- Hauptfriedhof (Tram: 1, 5 | Bus: 12, 13 | Regiotram: RT1, RT4)
- Wiener Straße (Tram: 1, 5 | Bus: 12, 13 | Regiotram: RT1, RT4)
- Hegelsbergstraße (Tram: 1, 5 | Regiotram: RT1, RT4)
- Holländische Straße (Tram: 1, 5 | Bus: 11, 28, 44, 100, N49 | Regiotram: RT1, RT4)
- Berliner Straße (Tram: 1)

(wichtige Haltestellen bzw. Umsteigehaltestellen in Fettschrift)